# اسطوره‌شناسی آفریقا
اسطوره‌شناسی آفریقا به اساطیر آفریقا در روایت‌ها، سرگذشت‌های مربوط به موجودات فوق طبیعی و به برخی سنت‌های برجسته و منتخب از برخی مناطق آفریقا اختصاص دارد. برخی از افسانه‌های مربوط به زندگانی و پیدایی حیوانات بر این مجموعه افزوده شده‌است؛ قصه‌هایی که نزد اکثر آفریقاییان شناخته‌شده است. این قصه‌ها گویای نزدیکی انسان با حیوانات و طبیعت و بیانگر احساسات، نگرش و عملکرد مورد ستایش و سرزنش انسان نسبت به حیوانات است.

## مطالعه اساطیر در آفریقا
اساطیر یونان یا هند از ادبیات این سرزمین‌ها گرفته شده‌اند، داستان‌ها و افسانه‌هائی که سینه‌به‌سینه نقل و نوشته شده و طی قرون در کتاب‌ها محفوظ مانده‌اند و برای راه بردن به این اساطیر باید به این کتاب‌ها مراجعه کرد. در بررسی و مطالعه اساطیر آفریقا موانع بسیار است و از کتاب‌های کهن خبری نیست، اما افسانه بسیار است و این بدان دلیل است که مردمان آفریقا نیز چون مردمان سرزمین‌های دیگر افسانه را دوست می‌دارند این افسانه‌ها شفاهی و سینه‌به‌سینه نقل شده و تا چندی پیش بسیاری از آنان نانوشته مانده بود و هنوز هم مجموعه‌های افسانه‌های آفریقا کامل نیست. دلیل نانوشته ماندن افسانه‌های آفریقا آشنا نبودن مردمان منطقه حاره و جنگلی و جنوب آفریقا با خط بود. ناآشنایی مردمان این قسمت از آفریقا با خط نه به‌سبب ناتوانی این مردمان در داشتن زبان نوشتاری، که از انزوای جغرافیایی آنان متأثر بود. صحرا، جنگل و دریا حصارهایی بودند که این منطقه را از فرهنگ نوشتاری جدا ساخته و از جاده‌های باریک آن جز برای تجارت کالا یا بردگان استفاده نمی‌شد. مسلمانان از سده یازدهم میلادی به منطقه نیل سفلی و سواحل غربی راه یافتند و برای گسترش اسلام خط را با خود به سودان آوردند. اما نه دین جدید به منطقه حاره راه یافت و نه خط، و مردمان این منطقه از جهان برای سوادآموزی تا سده نوزدهم میلادی منتظر ماندند.
از آن‌جا که مجموعه نوشته شده‌ای از اساطیر آفریقا وجود نداشت بخش بزرگی از این اساطیر توسط اروپائیان و آنچه که آفریقایی‌ها روایت می‌کردند، فراهم شد. اکنون آفریقایی‌های باسواد نیز به گردآوری این اسطوره‌ها همت گماشته‌اند، تا اساطیر سرزمین خویش را پیش از دگرگونی و نابود شدن در کتاب‌ها حفظ کنند.
افسانه‌های جنوب آفریقا در طول هزاران سال توسعه یافته‌اند. از جمله تأثیرات بر توسعه آن‌ها، جنبش‌های توده ای مردم بود که هر از گاهی صورت می‌گرفت. حدود هفت هزار سال پیش، اجداد مردم خویسان، یک گروه بومی آفریقایی، از صحرا به‌سمت جنوب آفریقا حرکت کردند. پنج هزار سال بعد، افرادی که به زبان‌های بانتو صحبت می‌کردند، از کامرون، در سواحل غربی آفریقا شروع به گسترش کردند تا این‌که در نهایت در بسیاری از مناطق جنوب صحرای آفریقا ساکن شدند. این‌گونه مهاجرت‌ها باعث شد اسطوره‌ها و افسانه‌ها از گروهی به گروه دیگر منتقل شود و به آمیختگی باورهای فرهنگی منجر شود. این مهاجرت‌ها همچنین باعث به‌وجود آمدن داستان‌های جدیدی در مورد رویدادهای تاریخ آن مردم شد. برای مثال، هنگامی که گروه‌های بانتو در سرزمین‌های جدید مستقر شدند، افسانه‌هایی برای توضیح منشأ خانواده‌های حاکم و ساختار جوامع خود ایجاد کردند.
اساطیر آفریقا شامل موجودات ماوراء طبیعی هستند که بر زندگی انسان تأثیر می‌گذارند. برخی از این موجودات خدایان هستند، برخی دیگر ارواح هستند؛ مانند ارواح نیاکان.
اکثر ادیان آفریقایی خدایان متعددی دارند که اغلب در روابط خانوادگی با هم یکی می‌شوند. تقریباً هر فرهنگی یک خدای برتر را می‌شناسد؛ یک خالق قدرتمند که با آسمان مرتبط است. مردمان مختلف غرب آفریقا از بالاترین خدا به‌عنوان آما یا اولورون یاد می‌کنند، درحالی‌که برخی از مردم آفریقای شرقی از نام مولونگو استفاده می‌کنند. آفریقایی‌هایی که مسیحیت یا اسلام را پذیرفته‌اند، گاهی خدای متعالی آن ادیان را با خدای برتر دین و اساطیر سنتی آفریقا ترکیب می‌کنند.